# Niphotragulus strandi
Niphotragulus strandi là một loài bọ cánh cứng trong họ Cerambycidae.